# Stade municipal El Labrador
Le stade municipal El Labrador est un stade de football situé à Coronado (San José) au Costa Rica. Sa capacité est de 2500 spectateurs.